# Beth Doherty

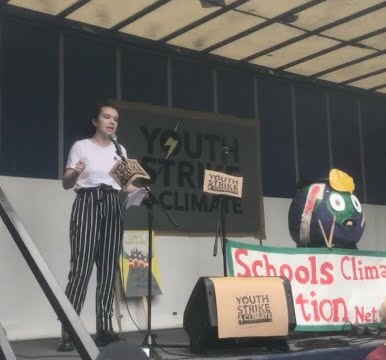
Doherty no protesto estudantil de 24 de maio de 2019

Beth Doherty (nascida a 10 de junho de 2003) é uma activista climática que vive na Irlanda. Seguidora da colega activista climática Greta Thunberg, Doherty é cofundadora da School Strikes for Climate Ireland e membro da Fridays for Future. Aos 15 anos, Doherty aumentou a consciencialização sobre os esforços para combater a mudança climática.

## Activismo climático
No dia 6 de março de 2019, como parte de um grupo de estudantes convidados, Doherty dirigiu-se aos membros do Comité Oireachtas sobre Acção Climática, antes dos protestos estudantis agendados nas semanas seguintes, nos quais seis exigências de acção climática foram apresentadas. Em março de 2019, Doherty apareceu no The Late Late Show ao lado de vários outros jovens activistas climáticos. Durante a greve escolar de 15 de março pelo clima em 2019, Doherty dirigiu-se a uma multidão de mais de 11.000 pessoas na greve de Dublin, na qual ela criticou o governo por falta de acção sobre a mudança climática e acusou o Ministro de Acção Climática e Meio Ambiente Richard Bruton de usar a demonstração como uma oportunidade para fotos.
Doherty escreveu artigos para o TheJournal.ie sobre o fracasso do governo irlandês em cumprir os seus objetivos climáticos para 2020. Além disso, ela trabalhou com a Câmara Municipal de Dublin no novo plano climático do município. Em abril de 2019, Doherty apareceu no evento ‘Loud & Clear! Youth views on Climate’ no Parlamento Europeu (PE) com vários candidatos a deputados para o PE em Dublin para falar a favor de uma política climática melhor. Doherty dirigiu-se novamente aos manifestantes climáticos em Dublin durante uma segunda greve, em 24 de maio de 2019.
Em maio de 2019, Doherty discursou na conferência nacional da IDEA sobre as razões do movimento da greve. Doherty também trabalhou como principal organizadora da terceira grande greve escolar em 21 de junho de 2019, juntamente com as outras duas grandes greves e uma manifestação pela declaração irlandesa de emergência climática em 4 de maio de 2019. Em agosto de 2019, Doherty representou a Irlanda na Cimeira Europeia de Fridays for Future em Lausanne, Suíça, ao lado de 13 outros participantes.
Em novembro de 2019, Doherty foi um dos 157 delegados à Assembleia da Juventude da RTE sobre o Clima no Dáil Éireann.